# Городенка (приток Полы)
Городенка — река в России, протекает по Пеновскому району Тверской области и Марёвском районе Новгородской области. Река вытекает из озера Городенка, находящегося в Пеновском районе и течёт на северо-запад. Устье реки находится у деревни Манькино в 239 км по правому берегу реки Пола. Длина реки составляет 18 км.
В Тверской области на реке нет жилых населённых пунктов. В Новгородской области на реке расположены деревни Велильского сельского поселения: Фёдоровщина, Клопцы, Красное, Манькино.

## Данные водного реестра
По данным государственного водного реестра России относится к Балтийскому бассейновому округу, водохозяйственный участок реки — Ловать и Пола, речной подбассейн реки — Волхов. Относится к речному бассейну реки Нева (включая бассейны рек Онежского и Ладожского озера).
Код объекта в государственном водном реестре — 01040200312102000021847.